# Ingo Bötig
Ingo Bötig ist ein deutscher Journalist und Fernseh- und Radio-Moderator.

## Leben und Wirken
Ingo Bötig hat an der Universität Leipzig sowie in Lyon und Paris Romanistik und Journalistik studiert. Seit 2008 moderiert er die Nachmittagsausgaben von rbb24 und präsentiert die Nachrichten im Regionalmagazin Brandenburg aktuell des rbb. Darüber hinaus hat er regelmäßig für die ARD aus dem Ausland berichtet – aus Frankreich, Monaco, aus der Schweiz und aus dem Studio Wien für Südosteuropa sowie aus dem ARD-Hauptstadtstudio.